# Krościenko Niżne
Krościenko Niżne – część miasta Krosno, jednostka pomocnicza gminy (dzielnica).
Do końca 1924 roku osobna wieś w powiecie krośnieńskim. Położona jest po obu stronach rzeki Wisłok. Teren na prawym brzegu Wisłoka charakteryzuje się mocno urozmaiconą rzeźbą terenu, znajdują się tam liczne szyby naftowe.
W roku 2019 liczba mieszkańców dzielnicy wyniosła 1 838.

## Historia
W trakcie badań archeologicznych odkryto ślady osadnictwa z okresu kultury przeworskiej. Krościenko Niżne zostało założone około 1350 roku, przez króla Polski Kazimierza Wielkiego. Była to wieś królewska, podlegająca bezpośrednio radzie miejskiej Krosna. Wieś administracyjnie na przełomie XVI i XVII wieku należała do ziemi sanockiej województwa ruskiego, w drugiej połowie XVII wieku należała do tenuty Besko starostwa sanockiego. W XVII wieku wieś należała do Bobolów. Na przełomie XIX i XX wieku rozpoczęto tu eksploatację ropy naftowej.
W 1980 roku wbrew urzędowym zakazom mieszkańcy wybudowali przy ul. Wieniawskiego w ciągu kilku dni drewnianą świątynię pw. Ducha Świętego, a 12 sierpnia 1981 roku została erygowana parafia pw. Ducha Świętego, która jest prowadzona przez michalitów.
W Krościenku Niżnym przebywali Wincenty Pol i Aleksander Fredro.

## Obiekty
- ciepłownia miejska, ul. Sikorskiego
- kościół pw. Ducha Świętego (Michalitów), ul. Wieniawskiego
- Dzielnicowy Dom Ludowy – „Puchatek”, ul. Chopina
- Szkoła Podstawowa nr 4, ul. Powstańców Śląskich
- szyby naftowe, głównie w rejonie ul. Kopalnianej i ul. Ślączka

## Urodzeni w Krościenku
- Jan Józef Cząstka – naukowiec.
- Władysław Findysz – błogosławiony Kościoła rzymskokatolickiego
- Ludwik Gościński – polityk.